# Kenwood TS-520

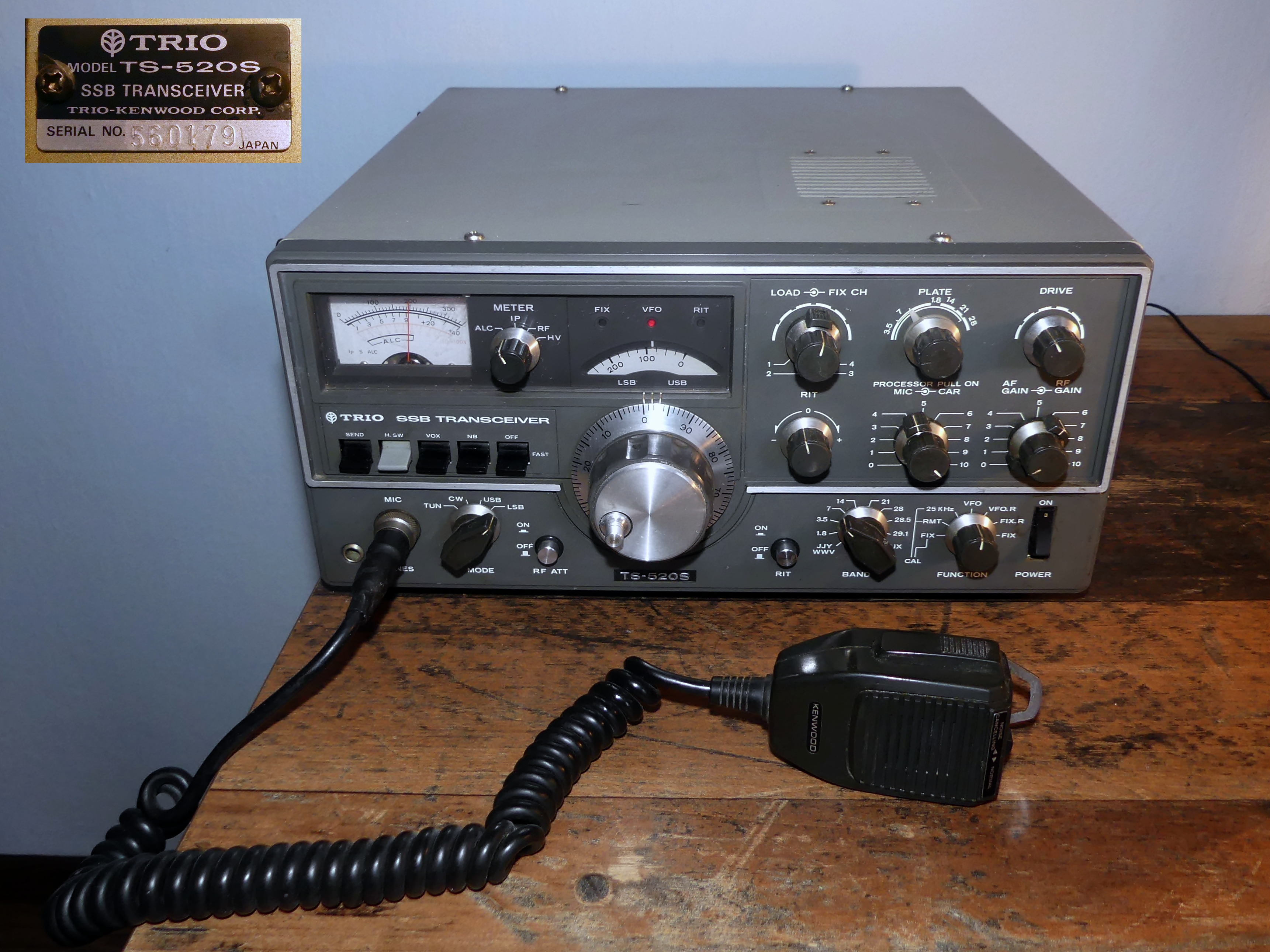
TRIO TS-520S wyprodukowany w 1977, mikrofon MC-35S

Kenwood TS-520 – radiostacja krótkofalowa zaprojektowana i produkowana przez japońską firmę Kenwood od połowy lat 70. do końca lat 80. XX w. Radiostacja przeznaczona jest do przeprowadzania łączności z wykorzystaniem fal radiowych przez krótkofalowców amatorów w przydzielonych radioamatorom pasmach częstotliwości przez IARU.
Kenwood TS-520 pracuje w czterech pasmach amatorskich, w zakresie od 3,5 do 29,7 MHZ. Kenwood TS-520 w środowisku krótkofalarskim uchodzi za jeden z najbardziej popularnych i niezawodnych transceiverów będacych wciąż w użyciu pomimo upływu lat, oraz cenionym przez radioamatorów. Transceivery radioamatorskie produkowane do wczesnych lat siedemdziesiątych realizowano głównie w technice lampowej, natomiast TS-520 jako jeden z pierwszych był produkowany z zastosowaniem tylko trzech lamp elektronowych oraz głównie elementów półprzewodnikowych. Później ukuto termin „hybryda” (lampowo/tranzystorowy) w celu podkreślenia zmiany podejścia w konstrukcji urządzenia.
Transceiver Kenwood TS-520 zaprojektowany został przez firmę Trio Corporation (Kenwood) początkiem lat 70. Urządzenie wyposażone jest w trzy lampy elektronowe pentody: 1x 12BY7A, 2xS2001A (6146B), 52 tranzystory bipolarne, 19 tranzystorów FET oraz 100 diód. Posiada konstrukcję modułową, umożliwiającą łatwą konserwację, naprawę lub wymianę niesprawnego modułu.
Zapewnia komunikację głosową przy użyciu emisji SSB (USB lub LSB) oraz komunikację z emisją CW z wykorzystaniem telegrafii Morse’a. Maksymalna moc nadajnika wynosi 100 W PEP. Radiostacja może być zasilana napięciem 110 lub 220 VAC, posiada także możliwość zasilania z akumulatora o napięciu 13,8 VDC pod warunkiem instalacji opcji DS-1A (konwerter DC-DC). W odbiorniku superheterodynowym zastosowano podwójną przemianę częstotliwości (pierwszy stopień 8.295-8.895, drugi 3.395).
Ponadto radiostacja posiada: wbudowany układ VOX, kalibrator kwarcowy 25 kHz, układ RIT (precyzyjne dostrajanie odbiornika), tłumik sygnału wejściowego w.cz., wydajny ogranicznik trzasków, automatyczną regulację wzmocnienia (ARW), automatyczną regulację poziomu wysterowania stopnia mocy (ang. ALC), możliwość ograniczenia pasma przy odbiorze CW (w przypadku instalacji opcjonalnego filtra YG-3395C), układ kształtowania sygnału m. cz. (ang. speech processor).
Po modelu TS-520 wyprodukowano następną wersję TS-520S, która posiadała dodatkowo opcję obsługi pasma 160m, pozycję AUX (dowolne pasmo, tylko do odbioru, wymaga samodzielnego nawinięcia cewek), oraz posiadała dodatkowe wejścia i wyjścia dla sygnału audio (ang phone patch) w oryginale do podłączenia urządzenia umożliwiającego przełączanie transmisji do naziemnej linii telefonicznej, oraz wyjścia sygnału do podłączenia cyfrowego odczytu częstotliwości pracy urządzenia. Model TS-520SE to wersja powstała w odpowiedzi na konkurencyjny transceiver firmy Yaesu, Yeasu FT-101E który był tańszą wersją ekonomiczną transceivera Yeasu FT-101. Wersja TS-520SE wyróżnia się względem TS520S przełącznikiem wyboru dwóch filtrów pasmowych, zrezygnowano natomiast z wyłącznika zasilania żarzenia lamp elektronowych nadajnika. Model ten pozbawiono możliwości: zasilania 13,8V, podłączenia transwertera na pasmo 2m/6m. Istnieje również wersja TS-520V produkowana na rynek japoński, charakteryzująca się obniżoną mocą wyjściową nadajnika (modyfikacja układu ALC, często przywracana do wersji z TS-520S przez użytkowników), dostosowana do japońskich regulacji licencyjnych. Następną wersją rozwojową został Kenwood TS-530.

## Wersje
- Kenwood TS520 – wersja podstawowa
- Kenwood TS520D - wersja przygotowana na rynek Japoński ("Japan Domestic Market) o ograniczonej do 50W mocy w paśmie 10m - dość często spotykany dziś w europie
- Kenwood TS520S – wersja rozwojowa z wbudowanym zasilaczem 120/220V
- Kenwood TS520SE – wersja ekonomiczna

## Dane techniczne
- Częstotliwości pracy:1,8–2,0 MHz,3,5–4,0 MHz,7,0–7,3 MHz,14,0–14,35 MHz,21,0–21,45 MHz,28,0–28,5 MHz,28,5–29,1 MHz

29,1–29,7 MHz, 15 MHz tylko odbiór radiostacji WWV, AUX tylko odbiór (do wykorzystania przez użytkownika)
- Emisje:SSB, CW
- Pasma amatorskie:80 m, 40 m, 20 m, 15 m, 10 m
- Napięcie zasilania: 120/220 VAC, 13,8 V
- Pobór mocy: 15 A (nadawanie) 13,8 VDC, 0,6 A (5A – odbiór, zasilanie lamp + chłodzenie) 13,8 VDC
- Wyjście antenowe:50–75 Ohm, złącze SO-239
- Moc nadajnika: 200 W – SSB (120/220 VAC), 160 W – CW (, 120/220 VAC), 120 W – SSB (13,8 VDC), 90 W – CW (13,8 VDC)
- Odbiornik: czułość – 0.25uV (10dB S+N/N), selektywność – SSB: 2.4 KHz (-6 dB),4.4 KHz (-60 dB), CW (opcja z filtrem CW) 500 Hz (-6 dB), 1.5 KHz (-60 dB)
- Wymiary:333 × 153 × 335 mm,
- Waga:16,9 kg.

## Opcjonalne wyposażenie
Do radiostacji zaprojektowano opcjonalne wyposażenie w postaci urządzeń zewnętrznych lub modułów:
- DG-5 – cyfrowy wyświetlacz częstotliwości
- TV-502S – transwerter na pasmo 2 m (144–146 MHz), moc nadawcza 16 W
- TV-506S – transwerter na pasmo 6 m (50–54 MHz), moc nadawcza 8 W
- VFO-520S – dodatkowe, zewnętrzne VFO
- SM-220 – wielofunkcyjny monitor sygnału transmisji, wyposażony w oscyloskop 10 MHz, generator 1000/1575 Hz
- MC-50 – mikrofon stołowy
- MC-35S – mikrofon ręczny, dynamiczny z możliwością redukcji szumów
- SP-520 – głośnik zewnętrzny
- TV-506 – transwerter na pasmo 6 m (50–54 MHz), moc nadawcza 16 W
- AT-200 – tuner antenowy, przełącznik anten
- TL-922A – dodatkowy wzmacniacz mocy nadawczej 1000 W
- YG-3395C – dodatkowy filtr kwarcowy CW (500 Hz,-6 dB)